# Senobasis frosti
Senobasis frosti är en tvåvingeart som beskrevs av Stanley Willard Bromley 1951. Senobasis frosti ingår i släktet Senobasis och familjen rovflugor.
Artens utbredningsområde är Panama. Inga underarter finns listade i Catalogue of Life.